# Karlo IV., kralj Francuske
Karlo IV. Lijepi (1294. – 1. veljače 1328.) bio je francuski kralj i kralj Navare od 1322. do 1328. godine. Karlovi su roditelji bili Filip IV. Lijepi i Ivana I. Navarska. 

## Život
Poslije smrti brata, kralja Filipa V. Karlo je automatizmom postao kralj Francuske.
Njegova kratka vladavina se sastojala od pobjedničkog rata s Engleskom 1327. godine i pokušaja krunidbe za cara Svetog Rimskog Carstva.  
Kako je imao samo kćeri, smrću Karla IV. 1. veljače 1328. godine prestaje vladavina dinastije Capet i počinje stogodišnji rat s Engleskom zbog "ustavnih" promjena donesenih 12 godina ranije kako bi se iz reda nasljeđivanja izbacila "sumnjiva" kći Luja X. Svadljivca.
Naslijedio ga je Filip VI., rođak iz dinastije Valois, pobočne loze dinastije Capet.